# Hauptfriedhof Ulm

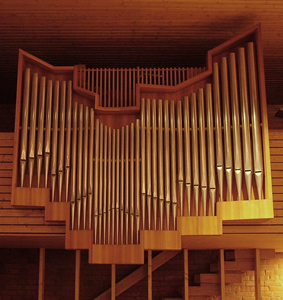
Pfeifenorgel aus dem Jahr 1971 von Reiser Orgelbau auf der Empore in der großen Feierhalle des Ulmer Hauptfriedhofes

Der Hauptfriedhof, auch Neuer Friedhof in Ulm, wurde Ende des 19. Jahrhunderts nördlich der Altstadt am Michelsberg angelegt. Er befindet sich in der Stuttgarter Straße 166. 1893 wurde die erste Ulmerin dort bestattet. Sein Vorgänger ist der Alte Friedhof zwischen Georgs- und Pauluskirche.

## Anlage
Ab 1953 wurde das weitläufige Gelände am Fuß der Schwäbischen Alb mit altem Baumbestand auf Veranlassung des damaligen Ulmer Stadtbaudirektors Max Guther in einen Parkfriedhof verwandelt. Die umfassende Neugestaltung mit Wegebauten, Teichanlagen und einer Geländetrassierung in Hanglage, die Blicke auf das Ulmer Münster freigibt, oblag dem Gartenarchitekten Günther Grzimek.

## Feierhalle
Im Zentrum des Friedhofs steht auf Halbhöhenlage eine 2017 renovierte und erweiterte Feierhalle. Das Gebäude beherbergt für Trauerfeiern eine große Feierhalle mit einer zweimanualigen Pfeifenorgel von Reiser Orgelbau (op. 382, Baujahr 1971) auf der Empore, einen Ambo und drei Wandbilder von Wilhelm Geyer. Außerdem steht ein kleiner bestuhlter Saal mit elektronischer Orgel zur Verfügung. Dazu kommen ein Abschiedsraum und separate Totenkammern zur offenen Aufbahrung der Toten.
Auf der Rückseite des Gebäudes befindet sich die Friedhofsverwaltung. Im Untergeschoss der Aussegnungshalle sind rituelle Waschungen der Toten möglich.
In der Nähe der Friedhofshalle befindet sich ein Mahnmal für die Opfer des Nationalsozialismus. Ein Gräberfeld birgt 2153 Gefallene des Ersten und 423 Gefallene des Zweiten Weltkrieges. Von Karl Federlin stammt ein Denkmal russischer Kriegsgefangener des Ersten Weltkrieges. Es war Federlins letztes Werk im öffentlichen Raum.
Ein Glockenturm für Glockengeläut fehlt.

## Grabtypen und speziell ausgewiesene Grabfelder

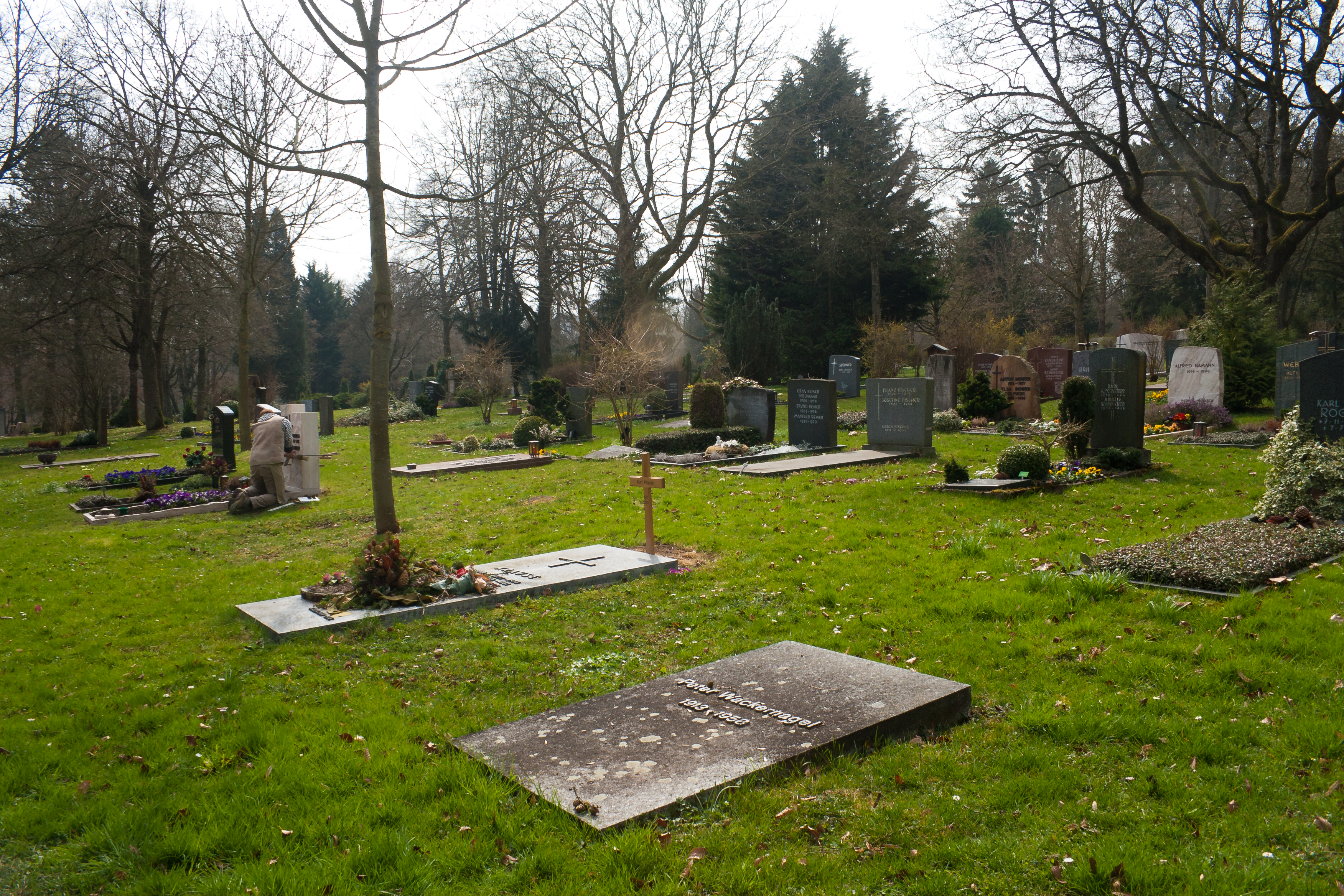
Gräber des Hauptfriedhofes Ulm mit Blick auf die locker bepflanzten Baumbestände mit Mischwaldcharakter

Etwa 5000 Personen wurden auf dem Ulmer Hauptfriedhof bereits anonym bestattet.
Für Kinder, die im Mutterleib oder unmittelbar nach der Geburt verstorben sind, hält der Ulmer Hauptfriedhof ein besonders gestaltetes Sammelgrab vor. Es liegt in der Abteilung der Kinder-, Kleinstkinder- und Sternenkindergräber. 
Ein weiteres großes Feld ist die muslimische Abteilung. Muslime dürfen in Tüchern, ohne Sarg, bestattet werden. Die Gräber sind nach Mekka ausgerichtet.
Weitere Felder sind reserviert für die Körperspender der Anatomie, für die Opfer von Gewaltherrschaft und Luftangriffen, für Sinti, Roma und für Soldaten.
Die Stadtverwaltung Ulm bietet Erdbestattung, Urnengräber und Urnenwahlgräber an. Zusätzlich ist bei den meisten Erdwahlgräbern eine sogenannte doppeltiefe Belegung möglich. Dadurch kann man zwei Bestattungen in einem Erdwahlgrab aufeinanderfolgend („übereinander“) durchführen. 
Verschiedene Felder sind seit dem 21. Jahrhundert für Baumbestattungen und Urnengemeinschaftsanlagen hinzugekommen. Ein vorrangiges Motiv für den Wunsch nach Beisetzung dieser Art ist der damit verbundene Wegfall der Grabpflege: Die Angehörigen sollen von Kosten und Zeitaufwand für die Grabpflege entlastet werden.
Die Mindestruhefrist von Verstorbenen und Aschen auf allen durch die Stadt Ulm verwalteten Friedhöfe beträgt bei erwachsenen Verstorbenen 18 Jahre.

## Krematorium Ulm
Am nördlichen Rand des Ulmer Hauptfriedhofes befindet sich ein Krematorium mit zwei Öfen. Es verfügt über eine aufwendige Ofen- und Abgastechnik. Die Verstorbenen werden in dem Sarg eingeäschert, in dem sie im Krematorium angeliefert werden. Bei Temperaturen zwischen 850 C° und 1100 C° werden Leichnam und Sarg in 70 bis 90 Minuten vollständig zu Asche verbrannt. Nach der Kremation kühlen die verbleibenden Reste in einem Behältnis ab und werden in eine Bestattungsurne gefüllt. Die Ofenanlage ist auf etwa 3200 Einäscherungen im Jahr ausgerichtet.
Die Feuerbestattung hat in der Stadt Ulm eine lange Tradition. 1906 ging auf dem Neuen Friedhof der erste mit Koks befeuerte Kremationsofen in Betrieb. Ulm gehörte zu den Vorreitern bei der Feuerbestattung. Nach Heilbronn und Stuttgart war Ulm die dritte Stadt in Württemberg mit Kremationsbetrieb.

## Israelitischer Friedhof
1899 wurde auf der Parzelle 1252 ein Teil des Hauptfriedhofes als Neuer jüdischer Friedhof Ulms eingerichtet. Dieser Friedhof wird nach wie vor genutzt. Auf dem Neuen jüdischen Friedhof befinden sich Gedenksteine für die jüdischen Gefallenen des Ersten Weltkriegs aus Ulm sowie für die jüdischen Kriegsgefangenen, die im Ersten Weltkrieg in Ulmer Lazaretten starben. Außerdem steht hier ein Gedenkstein für den Oberstabsarzt Dr. Franz Hirsch.
Für diesen Teil des Friedhofes gilt die ewige Totenruhe, daher werden die Gräber nicht aufgelöst.

## Gräber bekannter Persönlichkeiten

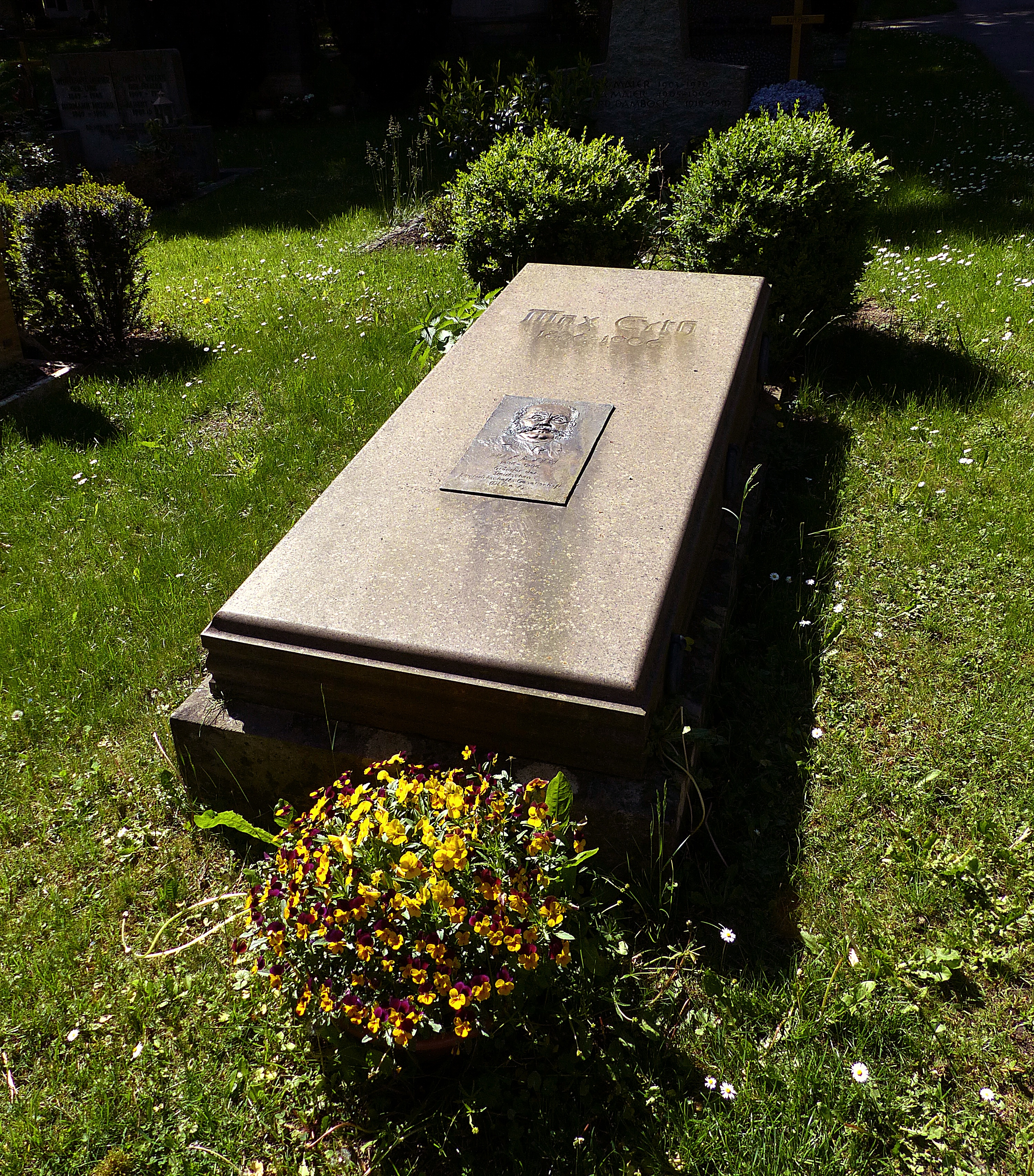
Grab von Max Eyth auf dem Ulmer Hauptfriedhof

Auf dem Ulmer Hauptfriedhof sind bekannte Persönlichkeiten bestattet, darunter:
- Gertrud Beck, Historikerin
- Hubert Deininger, Glasmaler
- Rudolf Dentler, Goldschmied und selbsternannter „König“ Ulms
- Eduard Eyth, Altphilologe
- Julie Eyth, Schriftstellerin
- Max Eyth, Ingenieur, Schriftsteller und Zeichner
- Karl Federlin, Bildhauer
- Kurt Fried, Publizist, Kunstsammler und Verleger
- Wilhelm Geyer, Maler, Glasmaler
- Shraga Felix Goldmann, Transfusionsmediziner und Arzt
- Karl Kässbohrer, Wagenfabrikant, Gründer der Karl Kässbohrer Fahrzeugwerke, Ulm.
- Krättenweber, Ulmer Stadtoriginal
- Christian Lauritzen, Professor der Medizin
- Hans Lorenser, Politiker, Oberbürgermeister Ulms von 1972 bis 1984
- Maximilian Reinelt, Arzt und Sportler, Gewinner der olympischen Goldmedaille im Achter 2012
- Peter Wackernagel, Regisseur und Theaterintendant
- Heinrich von Wagner, Politiker, Oberbürgermeister Ulm von 1892 bis 1919

## Weitere Friedhöfe in Ulm
In Ulm finden die Verstorbenen neben dem Hauptfriedhof auf weiteren elf städtischen Friedhöfen ihre letzte Ruhe. Dazu gehört neben dem Hauptfriedhof am Michelsberg der Friedhof in Söflingen und der große Friedhof in Wiblingen sowie die kleineren Stadtteilfriedhöfe in Donaustetten, Eggingen, Einsingen, Ermingen, Gögglingen, Grimmelfingen, Jungingen, Lehr und Mähringen.

## Sonstiges
Der Friedhof ist durch seinen alten Baumbestand auch für Ornithologen interessant. Am Ostermorgen spielt der Ulmer Posaunenchor auf dem Hauptfriedhof.